# Ignacy Machowski

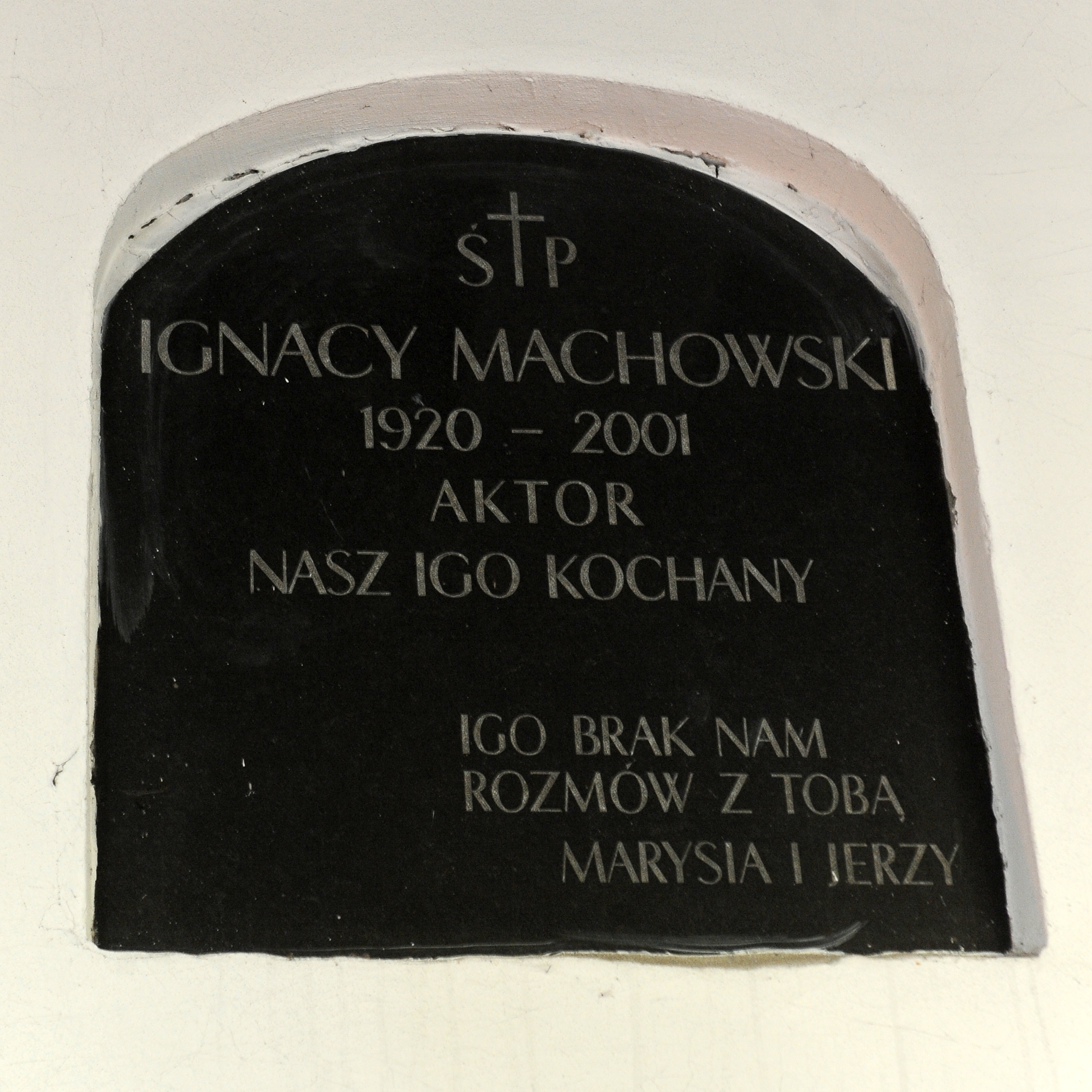
Grób Ignacego Machowskiego w katakumbach na cmentarzu Powązkowskim w Warszawie

Ignacy Machowski (ur. 5 lipca 1920 w Rzeszowie, zm. 11 stycznia 2001 w Warszawie) – polski aktor, teatralny, filmowy i telewizyjny.

## Życiorys
Urodził się w rodzinie Jana i Marii Machowskich, jako najmłodszy z piątki dzieci, brat m.in. Leona, rzeźbiarza. Choć szerokiej publiczności znany jest z ról filmowych i telewizyjnych, to należy uznać go przede wszystkim za aktora teatralnego.
Już w 1944 w wyzwolonym Rzeszowie występował w tamtejszym teatrze, jeszcze jako adept studia aktorskiego, w którym wykładali m.in. Stefania Domańska i Józef Kondrat. Wraz z nim uczyli się tam i rozpoczynali pracę zawodową Kazimierz Dejmek i Adam Hanuszkiewicz. Jedną z pierwszych ról był Wernyhora w Weselu. Fakt, iż aktor zagrał go w wieku dwudziestu czterech lat świadczył o dużych możliwościach charakterystycznych, które z czasem rozwinął i połączył ze znakomitą umiejętnością charakteryzacji. Dopiero po wojnie zdał eksternistyczny egzamin aktorski w Łodzi, by rozpocząć pracę w Jeleniej Górze, gdzie przeniósł się macierzysty Teatr Ziemi Rzeszowskiej tworząc tym samym pierwszą polską scenę na ziemiach odzyskanych.
Od 1950 pracował we Wrocławiu, w Warszawie (gdzie zagrał Włodzimierza Lenina w sztuce Nikołaja Pogodina Człowiek z karabinem w Teatrze Narodowym), w Teatrze Wybrzeże w Gdańsku (Murzyn w Ladacznicy z zasadami Jean-Paul Sartre’a w reż. Zygmunta Hübnera).
Lata pięćdziesiąte były szczególnie płodne w kreacje filmowe. Uznano wówczas Machowskiego za „mistrza drugiego planu”. Wystąpił w Popiele i diamencie Andrzeja Wajdy, Cieniu i Pociągu Jerzego Kawalerowicza, w Eroice Andrzeja Munka, a także w Pętli Wojciecha Jerzego Hasa. Tymi rolami wpisał się na trwałe w ikony „polskiej szkoły filmowej”.
Jeszcze we Wrocławiu związał się z reżyserem Romanem Sykałą, która to współpraca zawiodła go do Teatru Polskiego w Poznaniu, a później do Teatru im. Stefana Jaracza w Łodzi. W Poznaniu uzyskał pozycję „pierwszego aktora”, który grał wszelkie rodzaje ról od amanckich po stricte charakterystyczne. Zagrał m.in. Orlanda w Angelice Leo Ferrero czy Ill'a w Wizycie starszej pani Friedricha Dürrenmatta (oba spektakle w reż. Romana Sykały). W Łodzi wystąpił m.in. w roli kapitana Quegg'a w Buncie na okręcie Caine Hermana Wouka. W tym mieście nawiązał współpracę z Jerzym Antczakiem, dzięki której powstały znakomite role w spektaklach telewizyjnych (m.in. Ojciec Goriot, Łabędzi śpiew, Dr Jeckyl i Mr Hyde).
W Łodzi również spotkał Machowski ponownie Kazimierza Dejmka, który był dyrektorem Teatru Nowego, a przed laty, w Rzeszowie – kolegą z ławki w studiu aktorskim. Właśnie w Łodzi na długie już lata związał się z tym reżyserem, co zaowocowało wielkimi i cenionymi rolami tak przez krytykę, jak i publiczność. W Teatrze Nowym wystąpił m.in. w inscenizacjach dzieł staropolskich (np. w Historyi o chwalebnym zmartwychwstaniu pańskim zagrał sześć ról).
W 1962 Kazimierz Dejmek objął dyrekcję Teatru Narodowego w Warszawie, gdzie pociągnął wiele osób z niepowtarzalnego zespołu z Łodzi (wśród nich znalazł się Machowski).
W Teatrze Narodowym Machowski zagrał znów w staropolszczyźnie, ale stworzył także nowe role, które przyniosły sukces tak jemu samemu, jak Kazimierzowi Dejmkowi i Scenie Narodowej. W 1962 zagrał rolę tytułową w Słowie o Jakubie Szeli Brunona Jasieńskiego nagrodzoną przez ministra kultury i sztuki. Szela Machowskiego był postacią wstrząsającą i sięgającą najwyższego stopnia tragizmu. Postacią, która poruszała publiczność nie tylko w Warszawie, ale także na wyjazdach zagranicznych. W 1965 roku Teatr Narodowy w Warszawie obchodził jubileusz dwustu lat działalności. Machowski znalazł się w komitecie organizacyjnym tych obchodów. Śladem tej działalności jest Deklaracja Programowa Teatru Narodowego, która w istocie jest wspaniałym manifestem tego zjawiska, jakim był ówczesny teatr Dejmka i jego aktorów. Również w czasie tych obchodów zagrał Machowski wielkiego księcia Konstantego w Kordianie Juliusza Słowackiego, gdzie zachwycał aktorski duet Ignacy Machowski – Stanisław Zaczyk – Wielki Książę i Car. W 1967 roku wystąpił jako doktor w pamiętnych Dziadach, po których władze usunęły Dejmka ze Sceny Narodowej.
Od 1969 pracował w Teatrze Ateneum. Ten okres upłynął przede wszystkim pod znakiem roli generała von Zietena w Wielkim Fryderyku Adolfa Nowaczyńskiego w reżyserii Jerzego Grudy. Okazało się wówczas, iż „powieść dramatyczna” Nowaczyńskiego nie jest utworem solowym dla odtwórcy postaci Fryderyka (tu zaistniała pamiętna kreacja Jana Świderskiego), ale także z pozostałych, „towarzyskich” ról (jak również biskup Krasicki – Jerzy Kamas) dało się wykrzesać wiele emocji. Machowski przeistoczył się w starego generała huzarów. Rola była spójna jako całość i doskonała w szczegółach od charakteryzacji zmieniającej oblicze aktora, po najdrobniejsze gesty, co nie pozbawiało go wszak spontaniczności. Zagrał także w przedstawieniach Janusza Warmińskiego (Arnaux w Balu manekinów Jasieńskiego, Sorin w Mewie Antoniego Czechowa). Pracował ponadto z takimi reżyserami, jak Maciej Prus (Wołdemar Hawryłowicz w Fantazym Juliusza Słowackiego) i Jerzy Grzegorzewski (Stryj w Ameryce Franza Kafki).
Na ten czas przypada także najważniejsza rola filmowa Machowskiego: markiz d’Arquien, tytułowy Ojciec królowej w filmie Wojciecha Solarza. Po raz kolejny odznaczył się tu umiejętnością transformacji (grał człowieka dwadzieścia lat starszego od siebie), dużym dowcipem, ale i wiarygodnością. Jego d’Arquien był człowiekiem z krwi i kości i niebezmyślnym (motywem powracającym wciąż do postaci są słowa Koheleta Marność nad marnościami…).
W 1979 w sztuce Kariera Nikodema Dyzmy w Teatrze Polskiego Radia odgrywał postać Leona Kunickiego (reż. Juliusz Owidzki).
W 1981 powrócił do współpracy z Dejmkiem, tym razem na deskach Teatru Polskiego w Warszawie, w którym pozostał do końca drogi artystycznej i życia. Tu powstały takie kreacje, jak Żyd w Weselu Wyspiańskiego, Duda w Drzewie Wiesława Myśliwskiego czy tytułowa rola w Maestrze Jarosława Abramowa-Newerlyego. Zagrał także Rejenta w Zemście Aleksandra Fredry. W trakcie jednego z przedstawień dopadł aktora zawał serca. Od tamtej pory musiał stopniowo ograniczać pracę zawodową.
W 2000 zagrał swoją ostatnią rolę – doradcę króla Heroda – Ireneusza w Biwaku pod gołym niebem Mariana Pankowskiego w reżyserii Jana Kulczyńskiego.
Ignacy Machowski ogółem w teatrze zagrał ponad sześćset ról, przeszło pięćdziesiąt ról filmowych, ponad sto w Teatrze Telewizji i tysiące w spektaklach radiowych. Wiele z nich przeszło na stałe do historii polskiego teatru i filmu.
Pochowany na cmentarzu Powązkowskim w Warszawie (Katakumby-102-3).

## Życie prywatne
Był trzykrotnie żonaty. Jego trzecią żoną była lekarka Zofia Dramińska-Machowska (ur. 1962). Ojciec aktora Krzysztofa Machowskiego, skrzypaczki Marii Machowskiej i Jerzego Machowskiego (ur. 1991).

## Filmografia
- Niedaleko Warszawy (1954) – sekretarz partii w hucie
- Irena do domu! (1955) – fryzjer Zygmunt
- Cień (1956) – „Cień” Biskupik
- Eroica (1957) – major „Grzmot”
- Pętla (1957) – sierżant na posterunku
- Orzeł (1958) – bosman Mirta, radiotelegrafista
- Popiół i diament (1958) – major „Florian”, dowódca Andrzeja
- Milcząca Gwiazda (1959) – Sołtyk, naczelny inżynier lotu
- Pociąg (1959) – pasażer wagonu sypialnego
- Historia współczesna (1960) – inżynier Borkowski
- Czas przeszły (1961) – doktor Hase, adwokat Webera
- Historia żółtej ciżemki (1961) – mistrz Paweł, starszy cechu rzeźbiarzy
- Przeciwko bogom (1961) – major
- Dom bez okien (1962) – inspektor
- Jutro premiera (1962) – profesor Marceli Witting, scenograf, „ojciec” Romana
- Klub kawalerów (1962) – narrator
- Mansarda (1963) – Golz
- Zbrodniarz i panna (1963) – chorąży Szymański, komendant posterunku w Międzyzdrojach
- Spotkanie ze szpiegiem (1964) – Bernard
- Don Gabriel (1966) – sekretarz gabinetu prezydenta Stefana Starzyńskiego
- Marysia i Napoleon (1966) – Geraud Christophe Duroc
- Klub szachistów (1967) – wprowadzający Urbina do klubu
- Stawka większa niż życie (serial telewizyjny) (1968) – standartenführer Max Dibelius (odc. 6. Żelazny Krzyż i odc. 10. W imieniu Rzeczypospolitej)
- Kolumbowie (serial telewizyjny) (1970) – przedstawiciel rządu londyńskiego (odc. 2. Żegnaj Baśka)
- Na krawędzi (1972) – aptekarz
- Chłopcy (1973) – profesor Perlec, pensjonariusz domu starców
- Akcja V (1973) – pułkownik angielski
- Kazimierz Wielki (1975) – król Władysław I Łokietek, ojciec Kazimierza Wielkiego
- Wszyscy i nikt (1977) – Konrad
- Ojciec królowej (1979) – markiz d’Arquien, ojciec królowej Marii Kazimiery
- Wściekły (1979) – profesor Rembowski, psychopatolog
- Proces Rudolfa Hoessa (1980) – prokurator
- 07 zgłoś się (serial telewizyjny) (1981) – Romski, ojciec Ewy i Mieczysława (odc. 13. Strzał na dancingu)
- Na odsiecz Wiedniowi (1983) – Alberto de Carpa
- Zmiennicy (serial telewizyjny) (1986) – tramwajarz Władysław Piórecki, ojciec Kasi
- Ballada o Januszku (serial telewizyjny) (1987) − nauczyciel (odc. 2)
- Spadek (1988) – Leon Zabielak
- Lawa (1989) – Jenerał w „Salonie Warszawskim”
- 40-latek. 20 lat później (serial telewizyjny) (1993) – profesor Dobrowolski, pracownik salonu kosmetycznego Celiny Powroźnej (odc. 3. Aukcja, czyli ojciec założyciel)
- Dzieje mistrza Twardowskiego (1995) – wykładowca na uniwersytecie w Wittemberdze
- Les Milles (1995) – Gustav Kohn, internowany właściciel pasmanterii
- Autoportret z kochanką (1996) – prezes Grupy Artystycznej „Paralaksa”
- Tygrysy Europy (1999) – Leopold Laskowski, dziadek Jacka

## Dubbing
- Mam 16 lat (1960)
- Ludzie i bestie (1963)
- Ranny w lesie (1963) głos majora
- Judex albo zbrodnia ukarana (1965)
- Pollyanna (1966)
- Doktor Fabrizius działa (1967)
- Testament Inków (1967)
- Eskadra czuwa (1968)
- Gringo (1969)
- Porwany za młodu (1969)
- Kolumna Trajana (1969)
- Kremlowskie kuranty (1970)
- Czerwony namiot (1971)
- Ostatnia ofiara (1976)
- Rycerz i los (1978)
- Książę i żebrak (1980)
- Porwanie Savoi (1980)
- Wodne dzieci (1985) – Grimes
- Polowanie na mysz (1998) – Rudolf Smuntz

## Ordery i odznaczenia
- Order Sztandaru Pracy I klasy (1979)
- Order Sztandaru Pracy II klasy (1963)
- Złoty Krzyż Zasługi (11 lipca 1955)[3]
- Złoty Medal „Za zasługi dla obronności kraju”
- Odznaka 1000-lecia Państwa Polskiego (1967)
- Odznaka „Zasłużony Działacz Kultury” (1979)
- Złota Odznaka honorowa „Za zasługi dla Warszawy” (1978)
- Odznaka Budowniczego Wrocławia (1969)
- Odznaka „Zasłużony dla Jeleniej Góry” (1985)
- Medal jubileuszowy „W upamiętnieniu 100-lecia urodzin Władimira Iljicza Lenina” (ZSRR)[4]

## Nagrody
- Nagroda na II Kaliskich Spotkaniach Teatralnych w Kaliszu za rolę w Historyi o Chwalebnym Zmartwychwstaniu Pańskim (1962)
- Nagroda Ministra Kultury i Sztuki II stopnia w dziedzinie teatru za rolę Jakuba Szeli w Słowie o Jakubie Szeli Brunona Jasieńskiego i rolę Ważnej Osoby w Sprawie Aleksandra Suchowo-Kobylina w Teatrze Narodowym w Warszawie (1963);
- Nagroda teatralna tygodnika Przyjaźń za rolę Włodzimierza Lenina w spektaklu Teatru Telewizji Kremlowskie kuranty Nikołaja Pogodina w reż. Jerzego Rakowieckiego (1977)
- Nagroda Przewodniczącego Komitetu do Spraw Radia i Telewizji za osiągnięcia w dziedzinie aktorstwa radiowego (1978)
- Nagroda na XII Opolskich Konfrontacjach Teatralnych w Opolu za rolę w Żywocie Józefa (1986)